# Jezioro Bobrze
Jezioro Bobrze (niem. Pomer See) – jezioro w województwie lubuskim, w powiecie świebodzińskim, w gminie Łagów o powierzchni ok. 8 ha.
Jest jednym z dwóch zbiorników, przez które przepływa rzeka Pliszka w swym początkowym biegu. Jego wygląd i parametry zupełnie nie przypominają rynnowych, głębokich łagowskich jezior. Jest ono przede wszystkim bardzo płytkie, maksymalna głębokość wynosi tu zaledwie 1,2 m. Brzegi są płaskie, w większości podmokłe i trudno dostępne. Porasta je kilkunastometrowej szerokości pas szuwaru, zbudowanego od strony lustra wody przeważnie z trzciny pospolitej, miejscami oczeretu jeziornego i w niewielkim stopniu pałki wąskolistnej. W pasie tym występuje też m.in. szalej jadowity, kosaciec żółty, nerecznica błotna. Dalszy szuwar tworzą turzyce, głównie turzyca błotna. Kolejny pas roślinności w kierunku lądu porastają olszyny oraz zarośla wierzby szarej.
Zbiornik wodny otoczony jest łąkami, obecnie słabo użytkowanymi. Jezioro podlega intensywnym procesom zarastania. W toni wodnej rozwijają się bogate zbiorowiska roślinności wodnej, prawie nie spotykane w innych jeziorach Parku. Szczególnie obficie występuje tu zespół grążela żółtego i grzybieni białych. W końcu lipca prawie cała tafla wody przykryta jest przez owalne liście tych roślin, poprzeplatane dużą ilością żółtych i białych kwiatów. Poza tym rośnie tu kilka gatunków rdestnic, rogatek sztywny, wywłócznik kłosowy, żabiściek pływający i wiele innych. Tak bogate środowisko jest miejscem życia wielu gatunków zwierząt. Szczególnie cenna jest fauna ptaków. Nadjeziorne szuwary są miejscem lęgów m.in. błotniaka stawowego, żurawia i łabędzia niemego. Gniazduje tu też krzyżówka, łyska, trzciniak, trzcinniczek, potrzos, łozówka. W olszynach i wierzbach spotykamy kolejne gatunki, wśród nich wilgę, świerszczaka, pokląskwę oraz pokrzewki – kapturkę, cierniówkę i pokrzewkę ogrodową.
Spośród ryb żyje tu lin, karaś, szczupak, wzdręga, okoń, węgorz i inne. Zbiornik jest miejscem rozrodu ropuchy szarej, żaby jeziorkowej i wodnej, nad brzegami często spotkać można zaskrońca i jaszczurkę żyworodną. Szczegółowego rozpoznania wymagają gatunki zwierząt bezkręgowych. Żyje tu kilka gatunków ważek, mięczaki wodne, m.in. błotniarka stawowa, żyworódka i zatoczki oraz małże i rak błotny. Jezioro Bobrze, to ostoja różnorodności przyrodniczej. Jest to typowy zbiornik eutroficzny (ma wysoką zawartość substancji odżywczych w środowisku), co odróżnia go od większości, stosunkowo ubogich, pozostałych jezior Łagowskiego Parku Krajobrazowego.
Jezioro znajduje się w użytkowaniu Polskiego Związku Wędkarskiego. Z uwagi na ochronę ptaków w okresie lęgowym, jest wyznaczona strefa, gdzie nie ma kładek i stanowisk wędkarskich. Na zbiorniku obowiązuje bezwzględny zakaz połowu ryb z tafli jeziora.